# Мавзолей Вагифа
Мавзолей Вагифа (азерб. Vaqif türbəsi) — мавзолей, воздвигнутый в 1982 году на могиле азербайджанского поэта и государственного деятеля, визиря Карабахского ханства в XVIII веке Моллы Панаха Вагифа в Шуше.

## История
Мавзолей был воздвигнут в 1982 году архитекторами Абдул Вагаб Саламзаде и Эльдаром Кануковым. В мавзолее Вагифа достигнута предельная чёткость художественно-архитектурной мысли и логическая простота композиции, гармония конструкции и художественного образа. Это высокая башня квадратной формы в плане, чуть более широкое основание в виде сиденья, снаружи некогда покрытое красноватым мрамором. Все три стороны сиденья гробницы были покрыты анодированной алюминиевой сеткой по высоте всех фасадов. Мавзолей также был украшен резным мрамором.
После взятия города 8 мая 1992 года армянскими вооружёнными формированиями, мавзолей был сильно повреждён, и долгое время находился в повреждённом состоянии. От мавзолея остались лишь стены. Территория вокруг мавзолея пришла в запущенное состояние.
8 ноября 2020 года город Шуша в результате Второй карабахской войны полностью перешёл под контроль Азербайджана. Реставрацию музейно-мавзолейного комплекса Вагифа взял под свой контроль Фонд Гейдара Алиева. 16 марта 2021 года президент Азербайджана Ильхам Алиев в ходе поездки в Шушу лично ознакомился с планом реставрации мавзолея. Завершение работ по реконструкции мавзолея было намечено на лето 2021 года. В августе 2021 года, после ремонтных работ мавзолей был заново открыт.

## Галерея

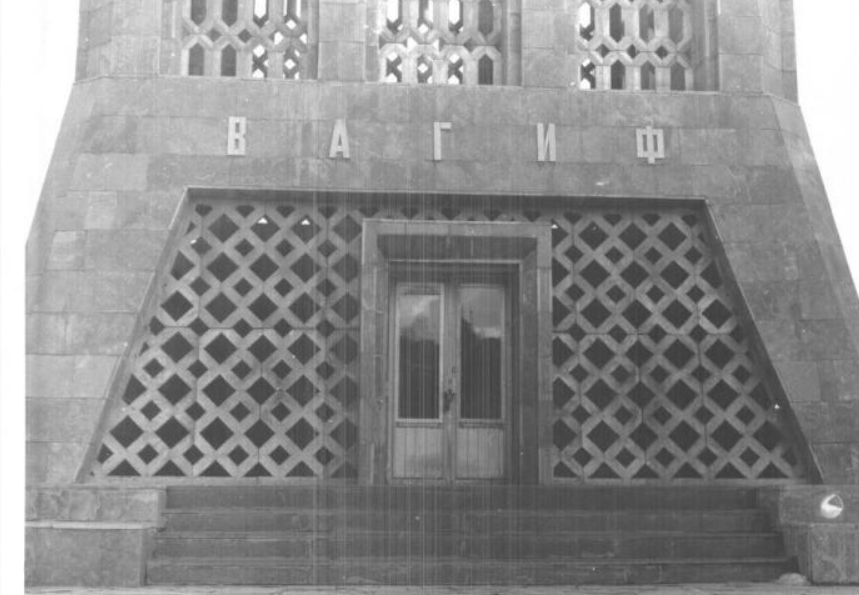
Вход в мавзолей, 1983 г.
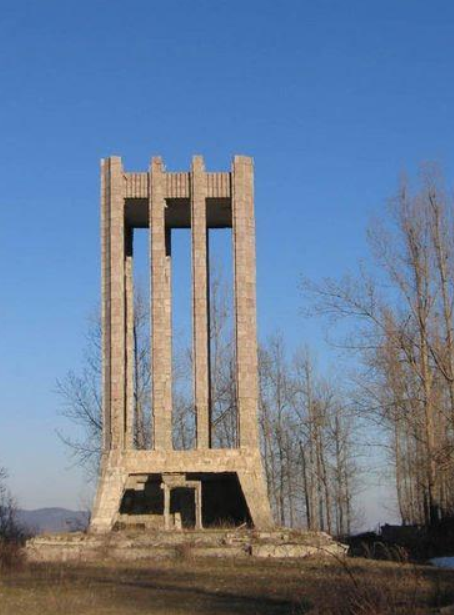
Руины мавзолея, 2012 г.
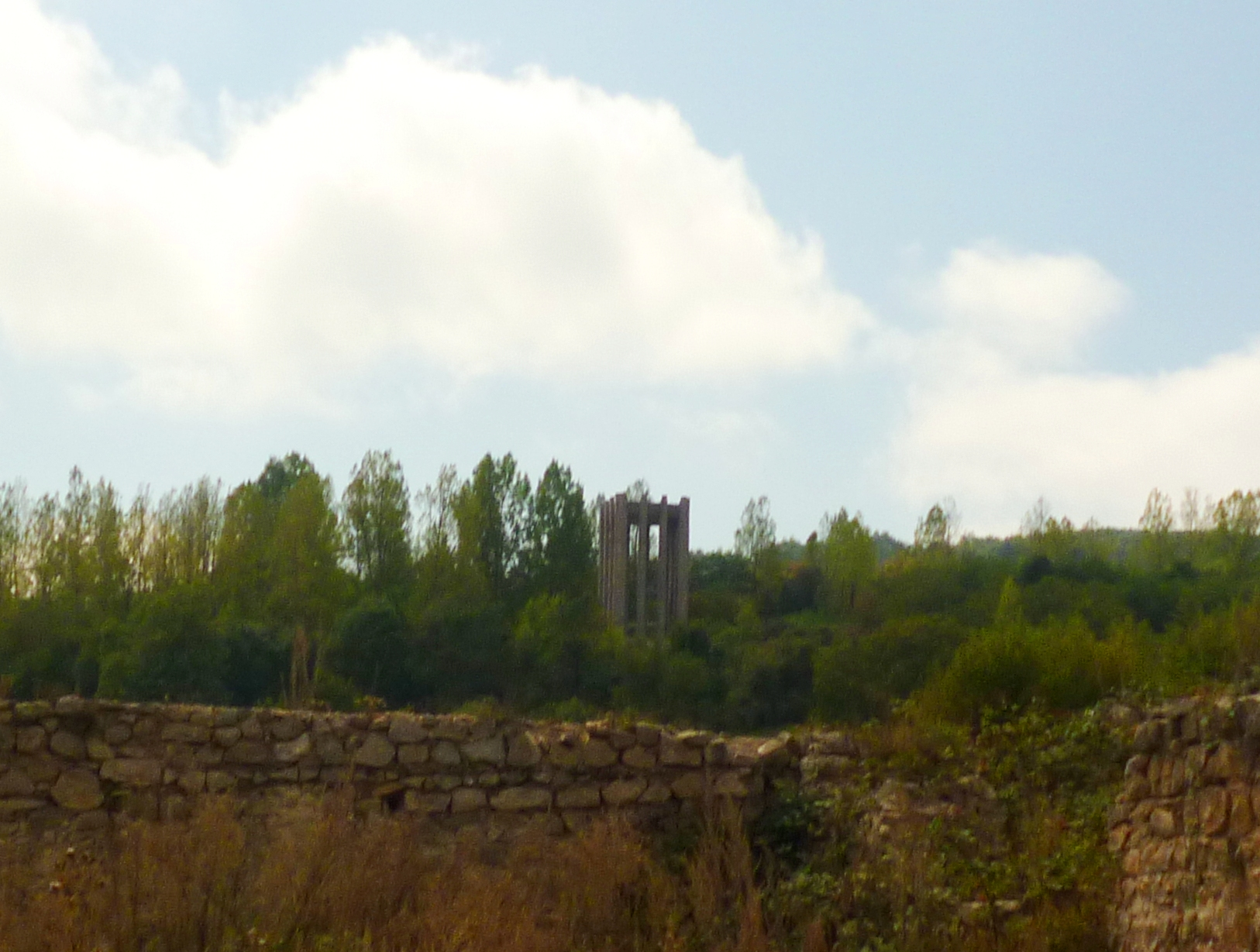
Руины мавзолея, сентябрь 2013 г.
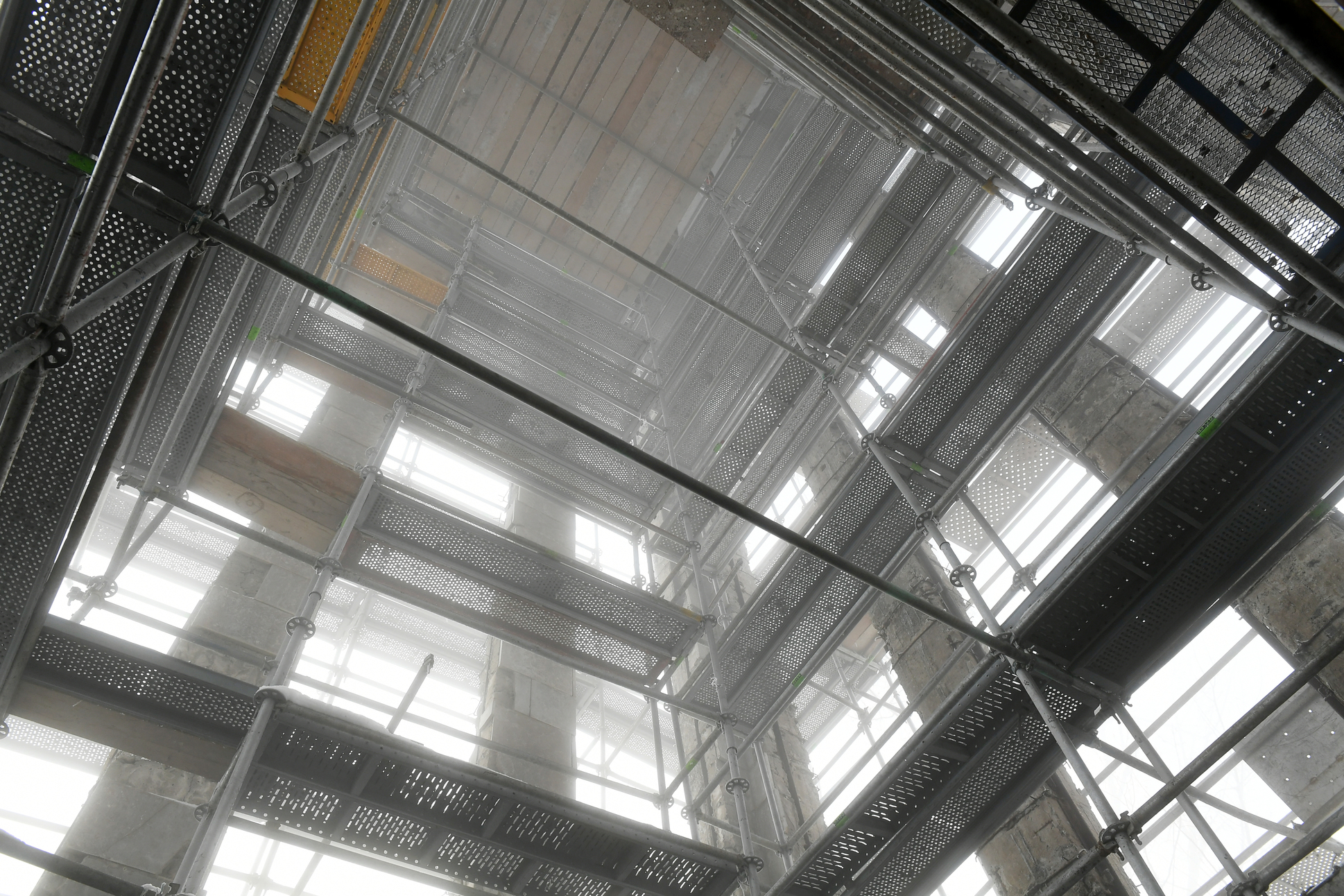
Восстановительные работы в мавзолее, март 2021 г.
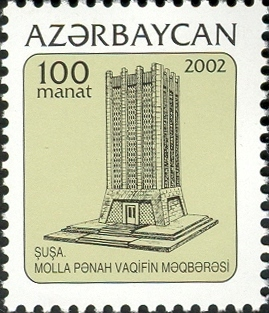
почтовая марка Азербайджана посвящённая мавзолею Вагифа, выпущена в 2002 г.